# The Next Episode
"The Next Episode"는 미국의 래퍼 겸 프로듀서인 Dr. Dr.의 싱글이다. 드레는 2000년 6월 26일에 그의 두 번째 스튜디오 앨범인 2001년(1999년)의 세 번째 싱글로 발매되었다. 이 곡에는 스눕독, 쿠룹트, 네이트독이 참여했지만 스눕독만이 인정받았다. 그것은 드레와 스눕의 유명한 싱글 "Nuthin" 하지만 전자의 데뷔 앨범인 The Chronic에 수록된 'G' Thang"의 속편이다.